# Love my way
Love My Way är en TV-serie från Australien som har sänts under tre säsonger 2005-2007. Serien produceras av John Edwards och Claudia Karvan som även medverkar som skådespelare. I Sverige har den visats på TV4